# Solomite
La Solomite  (rus.  соломит  d'un mot russe солома signifiant « paille ») est un matériau de construction  et un isolant inventé par l'ingénieur émigré Serge Tchayeff.
Sergei Nicolajewitsch Tchayeff dépose différents brevets portant tant sur les matériaux que sur les procédés de construction. Le matériau est produit et commercialisé  à partir de  1923 par  la  Société Anonyme  Solomite (inscrite au registre du commerce le 31 juillet 1923),. Le brevet d'importation est déposé le  9 novembre 1928, pour  le « Mécanisme servant à la mise en place des crochets pour former les panneaux et poutres en paille ou roseaux ». (Avant Tchaieff, B. Nicholl - de Piccadilly- avait mis au point une invention comparable, visible lors de l'exposition de Paris de 1867. De même, l'américain Judd Cobb fit enregistrer un brevet aux USA en 1871). Tchaieff obtient un brevet australien en 1927.
La solomite se présentait sous forme de panneaux en fibres végétales comprimées (matelas de paille hachée et compressée dans une  presse hydraulique) jointes à d'autres matériaux armés de fil d'aciers galvanisé et posés dans le sens des fibres  puis couverts d'une  couche de  ciment, plâtre, staff ou de béton. Matériau à la fois isolant et «  rigide, incombustible, et imputrescible »  grâce à ce traitement spécial. il a pu être aussi utilisé pour gérer la réverbération du son
Tchayeff fit construire avec la solomite l'église orthodoxe russe de la Résurrection à Meudon, rue des Bigots ; la première pierre est posée en 1928 pendant le Grand Carême (cette église sera un centre de ralliement des Karlovatsy). Très employé dans l'industrie, le commerce, les locaux d'habitation, les glacières, ce matériau fut aussi utilisé par de grands architectes proches de l'Art nouveau  comme  Henri Sauvage pour le Pavillon du Printemps et  Le Corbusier, par exemple  pour réaliser le  Pavillon de l'Esprit nouveau à l'Exposition internationale des Arts Décoratifs et industriels modernes en 1925,  l’ immeuble Clarté ou encore la villa Ruf ( édifiée pour l'ingénieur Jean Ruf au Grand-Saconnex). La solomite fut utilisée dans d'autres pays comme l'Allemagne, l'Angleterre et l'Australie.  Elle  est toujours utilisée en Russie.
En 1927 à Orsay, Sauvage construit en un mois en demi la maison de Philippe Bunau-Varilla en utilisant notamment des panneaux de solomite. En 1928 Sauvage construit en trois mois en plein Paris un immeuble de huit étages en appliquant des panneaux solomites.
En 1923 l'entreprise Ramdohr AG, localisée en Silésie à Aschersleben, rachète la société A.Nottrodt et met en place une activité de production de panneaux en solomite ( Stroh-Bauplatten / Solomit).
En Allemagne par exemple, des baraquements furent édifiés avec de la solomite près des arsenaux de Kiel en 1939. Conçu pour 800 personnes, accueillant au cours du temps des populations diverses, dont des travailleurs forcés, ils échappent en partie à la destruction de la guerre pour être finalement entièrement évacués et détruits dans les années 1990.
En Suède Théodor Dieden met au point un procédé pour fabriquer des panneaux en paille comprimée en 1933/1935.
En Australie, l'architecte Robert Viney obtient une licence de  Solomit Strohplatten G.m.b.H de Berlin pour le compte de la Modern Economic Construction Co en 1936.
L'un des premiers chalets de la station de Courchevel 1850 (dans le cadre du plan d'urbanisme daté du printemps 1946) avait dans sa partie supérieure des murs en bois et panneaux de solomite (« panneaux de paille de roseaux comprimée de 55 mm d’épaisseur, résistants à la compression, sertis par des fils de fer qui les rigidifient et permettent leur accroche » ; alerté sur un projet de démolition du chalet, le Ministre de la culture a pris en 2011 un arrêté de mise en instance de classement ; le chalet a ensuite été classé au titre des Monuments historiques (9 novembre 2011) pour être déplacé et resconstruit.
Après la Seconde Guerre mondiale la société britannique Stramit commercialise des panneaux de paille compressée.